# Takao (incrociatore)
Il Takao (高雄? lett. "Grande eroe") è stato un incrociatore pesante della Marina imperiale giapponese, prima ed eponima unità della stessa classe e così chiamato in onore della montagna omonima che si eleva a nord-ovest della città di Kyoto (isola di Honshū). Fu varato dal cantiere di Yokosuka nel maggio 1930.
Con gli altri tre esemplari della classe formò la 4ª Divisione incrociatori. Nel dicembre 1941, con l'inizio dell'espansione giapponese nell'Oceano Pacifico, operò in seno alla 2ª Flotta a protezione delle operazioni anfibie in Malaysia, poi scortò a distanza la 1ª Flotta aerea, reduce dall'attacco di Pearl Harbor e impegnata all'inizio del 1942 in attacchi all'Australia. All'inizio di marzo condusse con le unità gemelle e altre navi da guerra una caccia al naviglio alleato in fuga da Giava, contribuendo o provocando l'affondamento di una mezza dozzina di vascelli. In aprile rientrò in Giappone e in maggio, con l'incrociatore pesante Maya, fu riassegnato alla 5ª Flotta: partecipò dunque alla diversione nelle isole Aleutine ordinata dall'ammiraglio Isoroku Yamamoto per facilitare l'attacco a Midway, poi risoltosi in una secca sconfitta. Dall'agosto 1942 fu di base a Truk e fu presente alle battaglie aeronavali delle Salomone orientali (23-25 agosto) e delle isole Santa Cruz (25-26 ottobre). In novembre fu mobilitato con la totalità della 2ª Flotta per fornire decisivo appoggio a una vasta operazione di rifornimento all'isola; combatté nella seconda parte della battaglia navale di Guadalcanal (notte tra il 14 e il 15 novembre) e danneggiò la corazzata USS South Dakota. All'inizio del 1943 partecipò alle manovre diversive relative all'operazione Ke e, in estate, tornò in Giappone per messa a punto, revisione e incremento della dotazione contraerea. Di nuovo di base a Truk, il 5 novembre 1943 subì danni importanti quando una forza di velivoli imbarcati statunitensi attaccò d'improvviso la rada di Rabaul, dove era appena giunto con altre navi da guerra per vibrare un colpo decisivo alle modeste forze anfibie del viceammiraglio William Halsey, da poco sbarcate su Bougainville.
Il Takao tornò in servizio nel gennaio 1944 e fu aggregato alla 1ª Flotta mobile del viceammiraglio Jisaburō Ozawa: con essa prese parte alla battaglia del Mare delle Filippine (19-20 giugno), terminata con una grave sconfitta strategica per la marina imperiale. Passò il resto dell'estate e l'autunno tra Singapore e le vicine isole Lingga, dove attese a diverse esercitazioni; quindi in ottobre si spostò con tutta la 2ª Flotta a Brunei in preparazione di Shō-Gō 1, l'attacco concentrico alle flotte anfibie statunitensi nel Golfo di Leyte. Salpò il 18, ma all'alba del 23 ottobre, presso l'isola di Palawan, fu centrato a poppa da due siluri del sommergibile USS Darter: gravemente danneggiato, riuscì a tornare a Brunei e quindi a spostarsi a Singapore, dove rimase per il resto del conflitto in funzione di pontone contraereo. Alla fine del luglio 1945 fu ulteriormente messo fuori uso dall'attacco di un sommergibile tascabile britannico e in settembre fu consegnato alla Royal Navy, che lo affondò il 27 ottobre 1946 nello stretto di Malacca.

## Caratteristiche
L'incrociatore pesante Takao costituiva con le unità gemelle Atago, Maya e Chokai la classe omonima. Presentava una lunghezza fuori tutto di 203,76 metri (201,67 metri alla linea di galleggiamento), una larghezza massima di 18,03 metri e un pescaggio di 6,11 metri. Il dislocamento, previsto in 9 850 tonnellate standard, arrivò invece a 12 781 durante le prove in mare; a pieno carico la nave giunse a pesare 15 490 tonnellate, ben oltre i limiti imposti dal trattato navale di Washington.
La classe costituiva una versione meglio corazzata della precedente classe Myoko e ne riprendeva le linee generali, l'architettura e le dotazioni; inoltre, fu progettata per servire come ammiraglia di una flotta. L'armamento principale era formato da dieci cannoni Type 3 modello 2 da 203 mm lunghi 50 calibri (L/50), distribuiti a coppie in cinque torri binate: tre si trovavano a prua con quella mediana sopraelevata, due erano site a poppa e sovrapposte. Queste armi erano state pensate per operare anche in funzione contraerea, ma il peso delle torri, il basso rateo di fuoco e l'impossibilità di puntarle a un alzo di 70° all'interno delle installazioni non permisero tale impiego. La difesa a lungo raggio dai velivoli ricadde dunque su quattro pezzi Type 10 da 120 mm L/45, sistemati in postazioni singole; erano coadiuvati da due cannoni leggeri Vickers-Armstrong QF 2 lb da 40 mm e due mitragliatrici Lewis da 7,7 mm, armi comprate o prodotte su licenza dal Regno Unito. Erano infine disponibili otto tubi lanciasiluri da 610 mm, raggruppati in due impianti quadrinati brandeggiabili, uno per fiancata: furono posti in apposite camere corazzate che si protendevano dal ponte interno, in corrispondenza della massiccia sovrastruttura di prua.
La corazzatura era costituita da acciaio tipo Dücol e rappresentava quasi il 17% del dislocamento complessivo. Alla cintura era meno estesa che sui Myoko, era spessa 127 mm nella sezione superiore e si assottigliava sino a 38 mm nella parte inferiore. Il ponte interno era fornito di lastre da 30 mm, che aumentavano a 47 mm in corrispondenza dei magazzini di munizioni; il ponte di coperta era invece meno protetto con uno strato che andava da 12 mm a 25 mm. Le paratie trasversali erano irrobustite da corazze spesse 75 – 100 mm ma le torri dell'armamento principale non furono rafforzate e mantennero le corazzature da 25 mm, insufficienti a reggere un colpo diretto. L'imponente torre di comando ricevette invece un guscio corazzato. Le controcarene antisiluro erano uguali a quelle della classe precedente e potevano sopportare la detonazione di una carica esplosiva di circa 200 chili.
Il sistema di propulsione contava dodici caldaie Kanpon che alimentavano quattro turbine a ingranaggi a vapore, a ciascuna delle quali era vincolato un albero motore con elica. Era erogata una potenza totale di 130 000 shp e la velocità massima toccava i 35,5 nodi; grazie alla scorta di carburante pari a 2 570 tonnellate di olio combustibile, l'autonomia fu calcolata in 8 000 miglia (circa 14 800 chilometri) alla velocità di crociera di 14 nodi, ma la stazza notevole provocò un calo a 7 000 miglia. Sul ponte verso poppa erano montate due catapulte e fu ricavato abbastanza spazio per portare a bordo tre idrovolanti. L'equipaggio ammontò a 733 uomini al momento dell'entrata in servizio, ma crebbe a causa di successivi interventi: nel 1941 arrivò a circa 920 effettivi, che salivano a 970 quando era imbarcato lo stato maggiore di una flotta. Nel corso della seconda guerra mondiale si stabilizzò attorno a 1 100 tra ufficiali e marinai.
Nel 1936 il Takao fu oggetto di un esteso lavoro di rafforzamento dello scafo, l'imponente sovrastruttura prodiera fu un poco abbassata e i cannoni Vickers furono rimossi in favore di due impianti quadrinati di mitragliatrici pesanti Type 93 da 13,2 mm. Tra il maggio 1938 e l'agosto 1939, in ottemperanza a un piano di ricostruzione della classe, rimase in secca al bacino di carenaggio di Yokosuka: ricevette moderni apparati di controllo del tiro, quattro installazioni binate di cannoni antiaerei Type 96 da 25 mm L/60 e sostituì gli affusti quadrupli di mitragliatrici Type 93 con due binati (infine sbarcati nell'autunno 1941 per fare posto a due ulteriori impianti doppi di pezzi Type 96). Anche l'armamento silurante fu del tutto rivisto e fu impostato su quattro lanciatori quadrinati di nuovo tipo, più rapidi da ricaricare e con nuove ottiche. Infine fu implementato un modello più resistente di catapulta con nuovi idrovolanti, due Aichi E13A1 e un Mitsubishi F1M2, l'opera viva ricevette controcarene più larghe e sia l'albero prodiero, sia il plancia furono ricostruiti nel tentativo di risparmiare peso e aumentare la stabilità. Ciononostante, nel 1940 il Takao presentava un dislocamento di 14 606 tonnellate alle prove in mare, la velocità era calata a 34,2 nodi e larghezza e pescaggio erano saliti, rispettivamente, a 20,73 e 6,32 metri.

## Impiego operativo

### Costruzione e primi anni
L'incrociatore pesante Takao fu ordinato nell'anno fiscale edito nel 1927. La sua chiglia fu impostata nel cantiere navale di Yokosuka il 28 aprile dello stesso anno e il varo avvenne il 12 maggio 1930; fu completato il 31 maggio 1932. Il comando fu assunto il 1º novembre di quell'anno dal capitano di vascello Yorio Sawamoto, cui successero Chūichi Nagumo (15 novembre 1933-15 novembre 1934), un ufficiale rimasto anonimo (15 novembre 1934-15 novembre 1935), Kenzaburō Hara (15 novembre 1935-26 aprile 1936), un secondo ufficiale sconosciuto (25 aprile-1º dicembre 1936), Takeo Takagi (1º dicembre 1936-1º dicembre 1937), Tadashige Daigō (1º dicembre 1937-3 giugno 1938) e Mitsuharu Matsuyama (3 giugno 1938-15 novembre 1939). Il Takao formò con gli incrociatori gemelli la 4ª Divisione nel dicembre 1932, al posto della classe Myoko; il reparto fu sciolto il 15 novembre 1935 per una serie di lavori di rafforzamento alle unità e, quando si ricostituì nel dicembre 1936, contava solo il Takao e il Maya: nel 1937 rientrò anche il Chokai, ma l'Atago si riaggregò solo nel 1939. Già nel novembre 1937 il Takao era stato messo in riserva per il lungo processo di ricostruzione, completato nell'agosto 1939, dopo il quale tornò nell'organico della 4ª Divisione in novembre. Dal 15 novembre 1939 al 15 agosto 1941 il Takao cambiò altri tre comandanti (i capitani di vascello Kengō Kobayashi, Jihei Yamaguchi e Bunji Asakura).

### 1941-1942

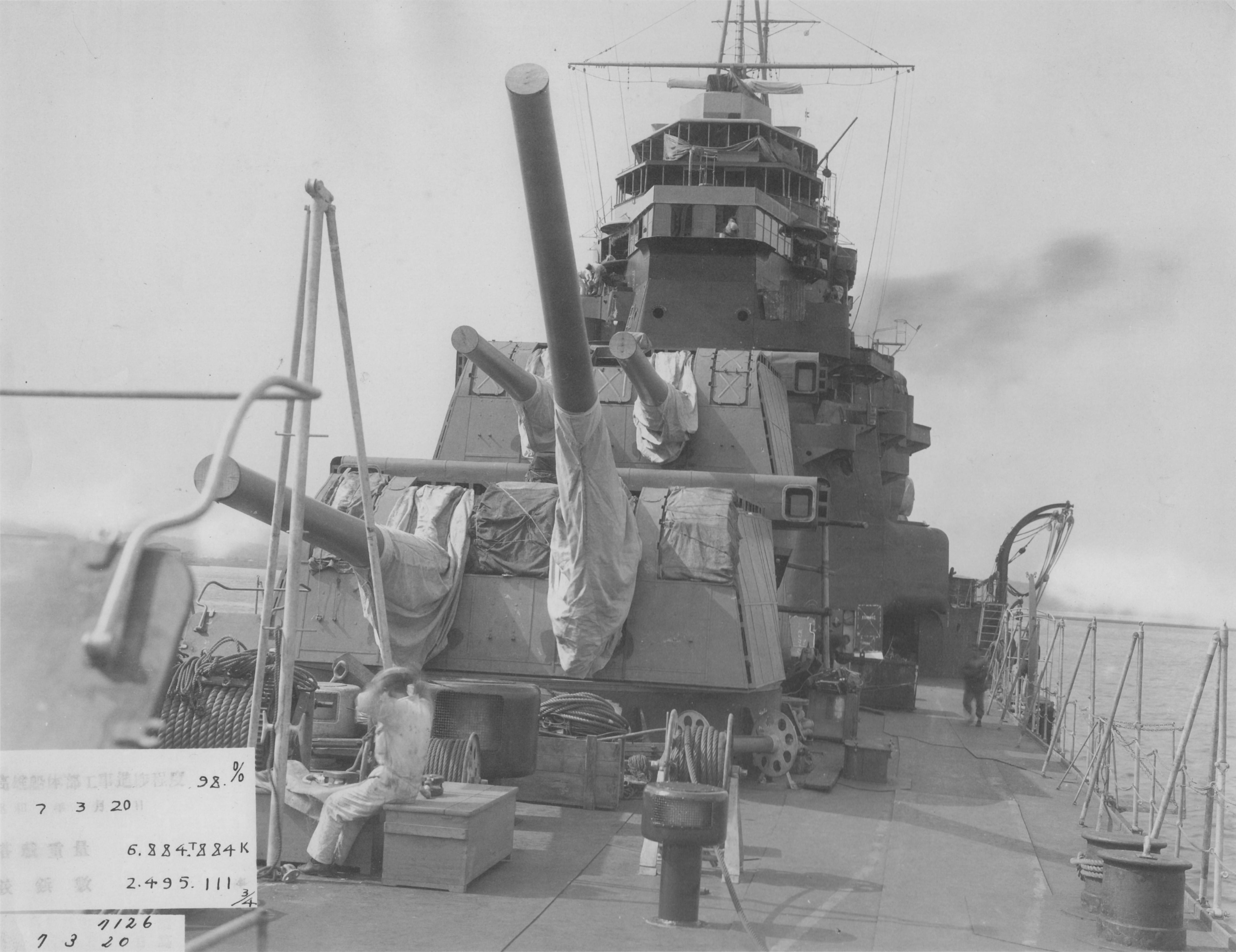
Visione frontale delle torri di prua e del ponte del Takao, appena entrato in servizio

Il 29 novembre 1941 il Takao, con l'ammiraglia Atago e il Maya, formanti la 4ª Divisione incrociatori del viceammiraglio Nobutake Kondō, salparono dalla baia di Saeki nel quadro dell'espansione militare nel Sud-est asiatico avviata dall'Impero giapponese dopo il fallimento delle annose trattative con Washington: le unità furono aggregate alla 2ª Flotta sempre guidata da Kondō, che schierava le corazzate Haruna e Kongo e otto cacciatorpediniere. Il 2 dicembre la squadra si fermò alla base di Mako nelle Pescadores, dove ricevette conferma che le ostilità erano imminenti, quindi il 4 salpò allo scopo di coprire a distanza i vari convogli d'invasione che puntavano alla Malaysia e alle Indie orientali olandesi (il Maya fu in seguito distaccato e inviato nelle Filippine). Dopo aver sostato per tre giorni nella baia di Cam Ranh, la formazione riprese il mare il 14 dicembre per proteggere il secondo scaglione di trasporti diretto in Malesia e poi il 20, di scorta al convoglio che eseguì lo sbarco nel Golfo di Lingayen. Il 24 dicembre il Takao e le altre unità rientrarono alla baia e l'8 gennaio 1942 fecero rotta per Mako, raggiunta l'11: da qui proseguirono sino alle isole Palau. Il 16 febbraio 1942 il Takao e il Maya salparono e si portarono a sud, costituendo un gruppo di appoggio distanziato alla 1ª Flotta aerea del viceammiraglio Nagumo, impegnata nel bombardamento di Darwin. Il 21 febbraio il Takao si riunì al resto della 2ª Flotta alla baia Staring, presso Kendari (Celebes), dove si fermò anche Nagumo con le sue unità: tutte le navi fecero rifornimento e poi Kondō divise in due gruppi le sue forze per operare a est di Mindanao e a sud delle Palau. La corazzata Kongo, gli incrociatori Takao e Atago e quattro cacciatorpediniere furono assegnati a questo secondo distaccamento, che partì il 25 alla volta delle acque attorno a Giava, allo scopo di intercettare il naviglio alleato in fuga. Nel corso del 1º marzo il Takao contribuì all'affondamento della motonave olandese Toradja, del dragamine britannico HMS Scott Harley e alla cattura della nave a vapore olandese Bintoehan; un suo idrovolante, inoltre, scovò e centrò con una bomba il mercantile olandese Enggano, il quale fu finito giorni dopo dall'incrociatore Chikuma. Nella notte del 2 marzo il Takao e l'Atago sorpresero e affondarono con l'intero equipaggio il cacciatorpediniere statunitense USS Pillsbury; due giorni più tardi, appoggiati dal cacciatorpediniere Nowaki, colarono a picco lo sloop-of-war HMAS Yarra, un dragamine britannico, la petroliera Francol e la nave deposito Anking. Le unità giapponesi pattugliarono ancora il mare a sud di Tjilatjap e il 7 rientrarono alla baia Staring.

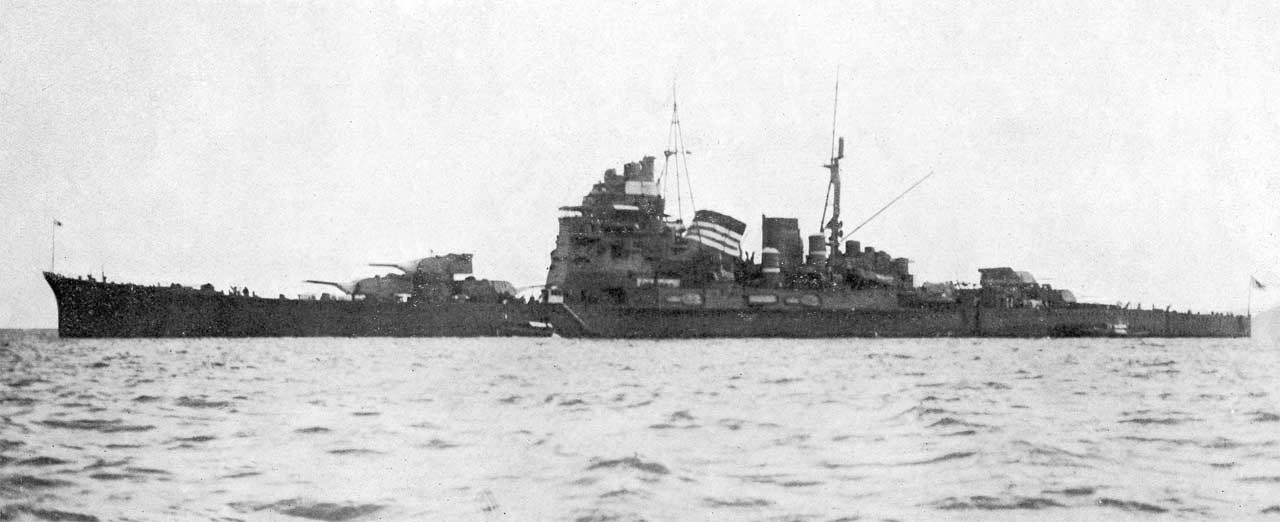
Il Takao a Mako, nelle Pescadores, nei giorni immediatamente precedenti l'inizio della guerra nel Pacifico

L'11 marzo il Takao e il Maya lasciarono Celebes per Yokosuka, che fu toccata il 18. Ebbero subito inizio le revisioni e il Takao ricevette otto cannoni contraerei Type 89 da 127 mm L/45 in quattro installazioni binate, che andarono a sostituire i meno prestanti pezzi Type 10 da 120 mm. Il 18 aprile 1942 il Takao, il Maya e l'Atago salparono urgentemente per tentare l'intercettazione delle Task force 16 e 18, le quali avevano appena condotto un improvviso raid su Tokyo: tuttavia non fu stabilito alcun contatto e il 22 tornarono indietro. Il 1º maggio il Takao, seguito dal Maya, partì con destinazione la baia di Hashirajima e, durante la navigazione, recuperò 471 naufraghi dalla nave portaidrovolanti Mizuho silurata da un sommergibile nemico, che lasciò a Yokosuka. Il 4 maggio si fermò a Hashirajima e in seguito si spostò a Kure, dove giunsero altre unità: il 22 maggio tutte le navi furono trasferite alla base militare di Ominato, nel Giappone settentrionale, per rafforzare la 5ª Flotta (viceammiraglio Boshirō Hosogaya) in vista dell'attacco diversivo alle isole Aleutine previsto dalla vasta operazione Midway. Nel dettaglio, il Takao e il Maya furono aggregati alla scorta delle due portaerei leggere Junyo e Ryujo, che dovevano bombardare le installazioni statunitensi a Dutch Harbor, facilitando così la cattura delle isole di Attu e Kiska. Il 2 giugno la flotta si trovava a Paramushiro e il giorno successivo partì, dividendosi nel gruppo di attacco a Dutch Harbor e nei distaccamenti d'invasione delle isole. Le portaerei sferrarono due incursioni e sia il Takao, sia il Maya lanciarono quattro idrovolanti, due dei quali furono però abbattuti da alcuni caccia statunitensi; gli altri due, molto danneggiati, precipitarono in mare a poca distanza dagli incrociatori. Il 5 giugno gli artiglieri del Takao distrussero un bombardiere quadrimotore Boeing B-17 Flying Fortress, facente parte di una squadriglia che aveva individuato, senza però riuscire a colpirle, le navi giapponesi. Dal 7 al 20 giugno coprì dunque, con le altre unità, gli sbarchi ad Attu e Kiska, quindi il 24 rientrò con la 5ª Flotta a Ominato.
In risposta all'offensiva statunitense su Guadalcanal, l'11 agosto il Takao, il Maya e l'Atago lasciarono Hashirajima con il resto della 2ª Flotta del viceammiraglio Kondō, che comprendeva anche la 5ª Divisione incrociatori (Myoko, Haguro), la corazzata Mutsu, la nave portaidrovolanti Chitose, l'incrociatore leggero Yura e dieci cacciatorpediniere. Il 17 fu raggiunta la grande base aeronavale di Truk nelle isole Caroline, dove si aggregarono la 3ª Flotta del viceammiraglio Nagumo e la squadra del contrammiraglio Hiroaki Abe: l'imponente assembramento di unità da guerra salpò il 20 agosto per coprire un'operazione di rinforzo a Guadalcanal e attirare in battaglia le inferiori forze aeronavali statunitensi. In realtà il combattimento fu confuso e deludente, la portaerei Ryujo, un cacciatorpediniere e un trasporto furono affondati e solo la USS Enterprise rimase danneggiata in campo americano. Il 5 settembre il Takao, indenne, rientrò a Truk e partecipò a una sortita in forze verso le isole Salomone, che però non ebbe risultati; il 23 tutte le navi tornarono a Truk. L'11 ottobre la 4ª Divisione incrociatori salpò con il resto della 2ª Flotta e con la 3ª Flotta nel quadro di un'offensiva combinata tesa alla ricattura dell'aeroporto di Guadalcanal e alla distruzione delle residue forze aeronavali statunitensi. Nonostante il vasto dispiegamento di navi (comprese le corazzate Kongō e Haruna e le portaerei Shokaku e Zuikaku), nel corso della battaglia delle isole Santa Cruz del 25-26 ottobre non furono raggiunti successi decisivi. Ancora una volta, il Takao non giocò alcun ruolo nello scontro e contribuì solo agli sbarramenti contraerei. Il 30 ottobre le due flotte riguadagnarono Truk.

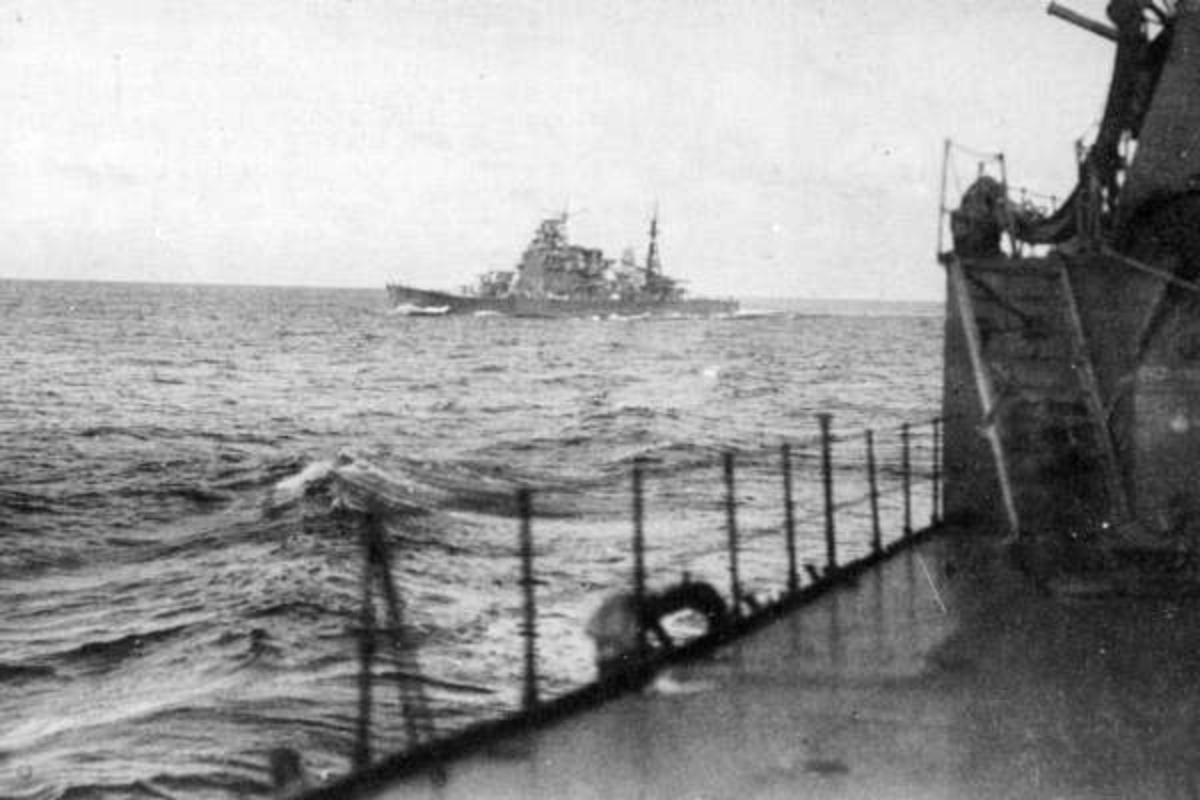
Il Takao in navigazione verso Guadalcanal nel novembre 1942. La foto fu scattata da bordo dell'incrociatore Atago.

Il 9 novembre il viceammiraglio Kondō condusse fuori dalla rada atollina una parte della 2ª Flotta, ovvero gli incrociatori Takao e Atago (che svolgeva la doppia funzione di ammiraglia della squadra e della 4ª Divisione incrociatori), la portaerei Junyo, le navi da battaglia Haruna e Kongo, l'incrociatore leggero Sendai e cinque cacciatorpediniere dal 3º Squadrone. Seguiva la formazione distaccata del viceammiraglio Abe che, centrata attorno alle corazzate Hiei e Kirishima, doveva condurre nella notte tra il 12 e il 13 novembre un bombardamento dell'aeroporto, consentendo così a un convoglio di undici trasporti (in attesa alle isole Shortland) di sbarcare in sicurezza rinforzi massicci a Guadalcanal. Tuttavia questa flotta combatté una dura battaglia notturna, perse la Hiei e non fu capace di adempiere alla missione; Kondō si riorganizzò e nella giornata del 14 inviò di nuovo le sue forze contro l'isola. Questa volta sia l'Atago, sia il Takao ne facevano parte, assieme alla superstite Kirishima, agli incrociatori leggeri Sendai e Nagara e dieci cacciatorpediniere, per la gran parte navi sopravvissute con pochi o nessun danno allo scontro precedente. I giapponesi si scontrarono nuovamente con unità statunitensi nel corso della notte tra il 14 e il 15 novembre, nel mare a sud-ovest e ovest di Savo: il Takao e l'Atago ingaggiarono un duello d'artiglieria con la corazzata USS South Dakota e la centrarono con diciassette granate da 203 mm, più una da 127 mm. Dopo un inizio brillante, la formazione nipponica perse coesione e subì il tiro nemico; sia la Kirishima, sia il cacciatorpediniere Ayanami furono colati a picco e Kondō, dopo un vano inseguimento della corazzata USS Washington verso ovest, ordinò il ripiegamento. Il Takao non subì alcun danno durante l'azione e il 18 rientrò a Truk con le altre unità, quindi il 22 partì alla volta di Kure assieme alla portaidrovolanti Nisshin e due cacciatorpediniere. Giunse a destinazione il 27 novembre e fu oggetto di revisione, poi il 19 dicembre fece rotta su Truk accompagnato dal Samidare. Il 24 gettò le ancore nel porto.

### 1943

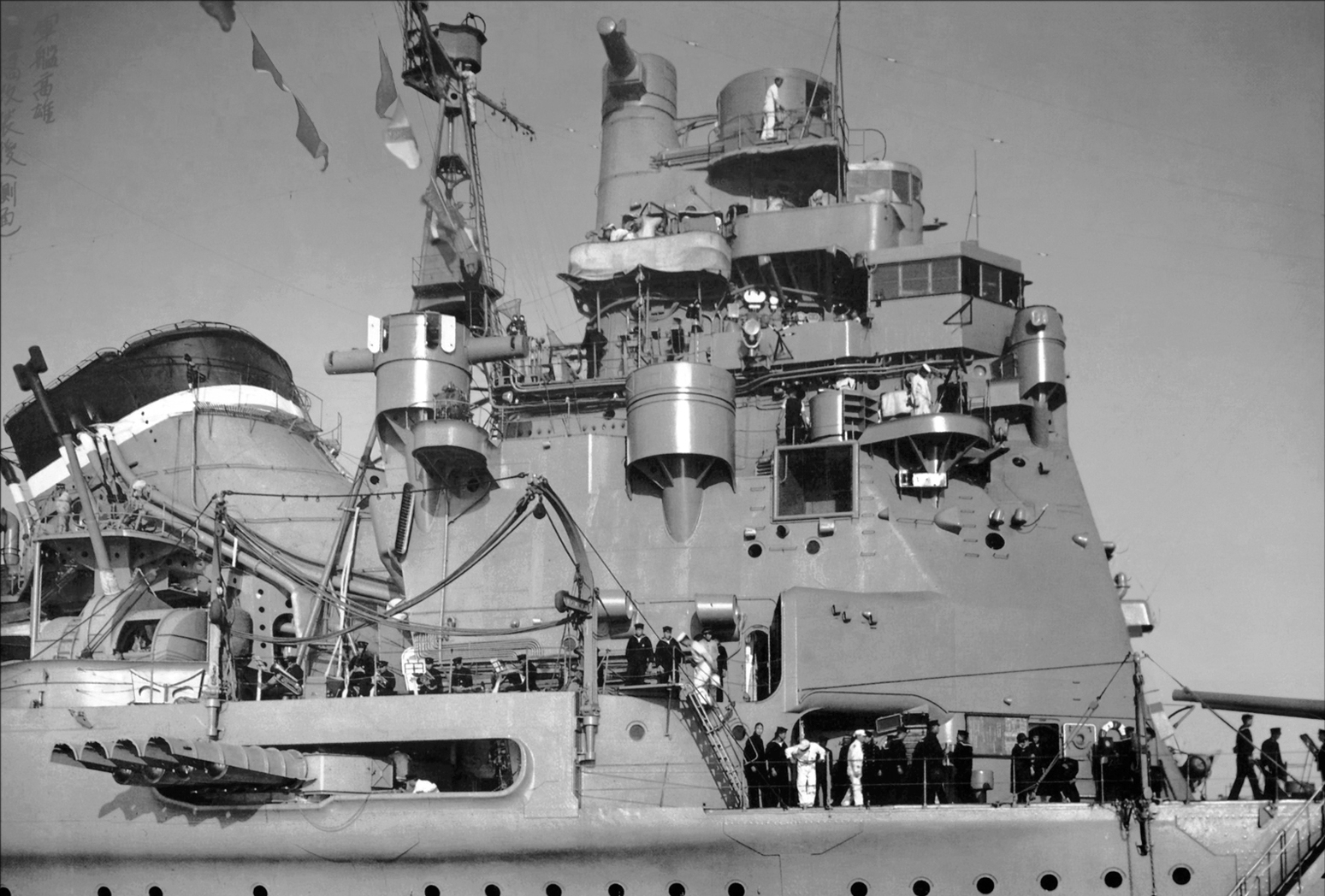
La massiccia sovrastruttura di prua del Takao, caratteristica della classe. Si può inoltre apprezzare, in basso a sinistra, un impianto di lanciasiluri da 610 mm.

Il 31 gennaio 1943 il Takao e il resto della 4ª Divisione, più la 5ª Divisione, lasciarono Truk e si portarono a nord delle Salomone, dove incrociarono durante la settimana successiva per coprire a distanza l'evacuazione di Guadalcanal; una volta conclusa, il 9 rientrarono tutti a Truk. Il Takao operò nei paraggi della rada sino a buona parte di luglio, ma il servizio non è noto: si sa solamente che il 23 febbraio il comandante Asakura fu rimpiazzato dal capitano di vascello Toshihira Inoguchi. Il 21 luglio salpò con l'Atago e il 26 arrivò a Yokosuka, dove due giorni dopo fu messo in bacino di carenaggio. La nave fu revisionata e l'armamento contraereo fu potenziato con due impianti trinati di cannoni Type 96 da 25 mm e un radar Type 13. Il 2 agosto fu rimesso in acqua e il 16, dopo aver caricato truppe e rifornimenti, partì assieme alle corazzate Yamato, Nagato e Fuso, alla portaerei di scorta Taiyo, all'Atago e cinque cacciatorpediniere (unità più o meno stipate di personale e attrezzature). Il 23 il convoglio arrivò incolume a Truk, ma il Takao proseguì il 25 per la base di Rabaul in Nuova Britannia, dove due giorni dopo sbarcò soldati e aviatori. Subito rientrato a Truk, partecipò il 18 settembre a una massiccia puntata offensiva della 2ª e 3ª Flotta verso l'atollo di Eniwetok, in risposta all'incursione lanciata dalle portaerei della Quinta Flotta statunitense sulle isole Gilbert: questo tentativo di aggancio, così come quello successivo del 17 ottobre, rimase comunque senza esito. Il 28, da poco rientrato a Truk, il Takao ebbe un nuovo comandante nella persona del capitano di vascello Shigeshika Hayashi. Il 3 novembre, in risposta allo sbarco su Bougainville e alla sconfitta dell'8ª Flotta nel corso della battaglia della baia dell'imperatrice Augusta, l'ammiraglio Mineichi Kōga (comandante della Flotta Combinata) inviò la forza di incrociatori della 2ª Flotta a Rabaul, per tentare un secondo e più massiccio contrattacco: il Takao giunse da Truk in rada il 5 novembre con l'Atago, il Mogami, il Suzuya e il Chikuma, che con altre unità pesanti composero la squadra d'intervento. Mentre stavano rifornendosi di carburante, si verificò un inatteso bombardamento condotto dai velivoli delle portaerei USS Saratoga e USS Princeton: un gruppo di bombardieri in picchiata Douglas SBD Dauntless si accanì sul Takao e lo centrò con due ordigni da 500 libbre (circa 227 chili); le macchine di governo rimasero danneggiate e l'equipaggio, che ebbe ventitré morti, dovette turare una falla al di sotto della linea di galleggiamento. Questa audace operazione statunitense mise in sicurezza la testa di ponte a Bougainville e costrinse gli incrociatori nipponici, più o meno danneggiati, a rientrare in patria. Nel pomeriggio del 5 novembre, infatti, il Takao e 'Atago lasciarono Rabaul, fecero tappa a Truk e il 15 si fermarono a Yokosuka per lunghe riparazioni, conclusesi solo nel gennaio 1944. Nel corso dei lavori il Takao incrementò la dotazione contraerea con otto cannoni Type 96 da 25 mm su affusti singoli.

### 1944
Il 18 gennaio 1944 il raddobbo fu completato e il 29 il Takao partì da Yokosuka; subito fu però dirottato in mare aperto per prestare assistenza alla portaerei di scorta Unyo, gravemente colpita dal sommergibile USS Barb e alla deriva. Il 1º febbraio ritrovò la portaerei e sei giorni più tardi le due navi raggiunsero Yokosuka. Il Takao salpò di nuovo il 15, fece rifornimento di alimenti in mare il giorno seguente e si fermò alle isole Palau il 20: qui passò con il resto della 4ª Divisione alle dipendenze della 1ª Flotta mobile del viceammiraglio Jisaburō Ozawa, la nuova organizzazione della marina imperiale che riuniva le portaerei in maniera simile alle Task force statunitensi. Il 29 marzo la divisione, accompagnata dagli incrociatori Haguro, Myoko, Noshiro e dal cacciatorpediniere Harusame, lasciò l'arcipelago e si spostò a Davao (Filippine), dove rimase sino al 4 aprile. Il 6 le unità ripartirono e, sfuggite all'agguato di alcuni sommergibili, giunsero in sicurezza alle isole Lingga, a sud di Singapore: da questa base la flotta di Ozawa condusse diverse esercitazioni per un mese, quindi il 13 maggio il Takao e gli incrociatori gemelli gettarono le àncore nella rada di Tawi Tawi. Il Takao rimase qui sino al 13 giugno, quando pervenne l'ordine dal nuovo comandante della Flotta combinata, ammiraglio Soemu Toyoda, di procedere con l'operazione A-Gō in risposta allo sbarco su Saipan, nelle isole Marianne. La forze riunite dai giapponesi erano imponenti e contavano nove portaerei, più il gruppo del viceammiraglio Matome Ugaki richiamato dall'operazione Kon, il vano tentativo di portare rinforzi all'isola di Biak, attaccata dalle truppe del generale Douglas MacArthur il 27 maggio. Il Takao e le altre unità della 4ª Divisione furono aggregate al secondo scaglione, guidato dal viceammiraglio Takeo Kurita, costruito attorno a tre delle portaerei disponibili (Chitose, Chiyoda, Zuiho) e con una nutrita scorta. Nel corso della battaglia aeronavale a ovest delle Marianne, la squadra del viceammiraglio Kurita si rese protagonista di un episodio di fuoco amico: alle 09:20 del 19 giugno, passata in testa alla flotta nipponica, fu sorvolata da una parte della seconda ondata inviata da Ozawa e, non informato di questi movimenti, Kurita fece aprire il fuoco dopo che la richiesta di identificazione posta dal Takao (quattro granate illuminanti sparate in rapida successione) non aveva avuto effetto. Cinque caccia Mitsubishi A6M "Zero" furono colpiti e uno precipitò. La battaglia continuò anche il 20 giugno e terminò con una secca sconfitta giapponese, dopo la quale Ozawa rientrò a Hashirajima il 24. Il Takao e l'Atago proseguirono sino a Kure e qui furono revisionati.

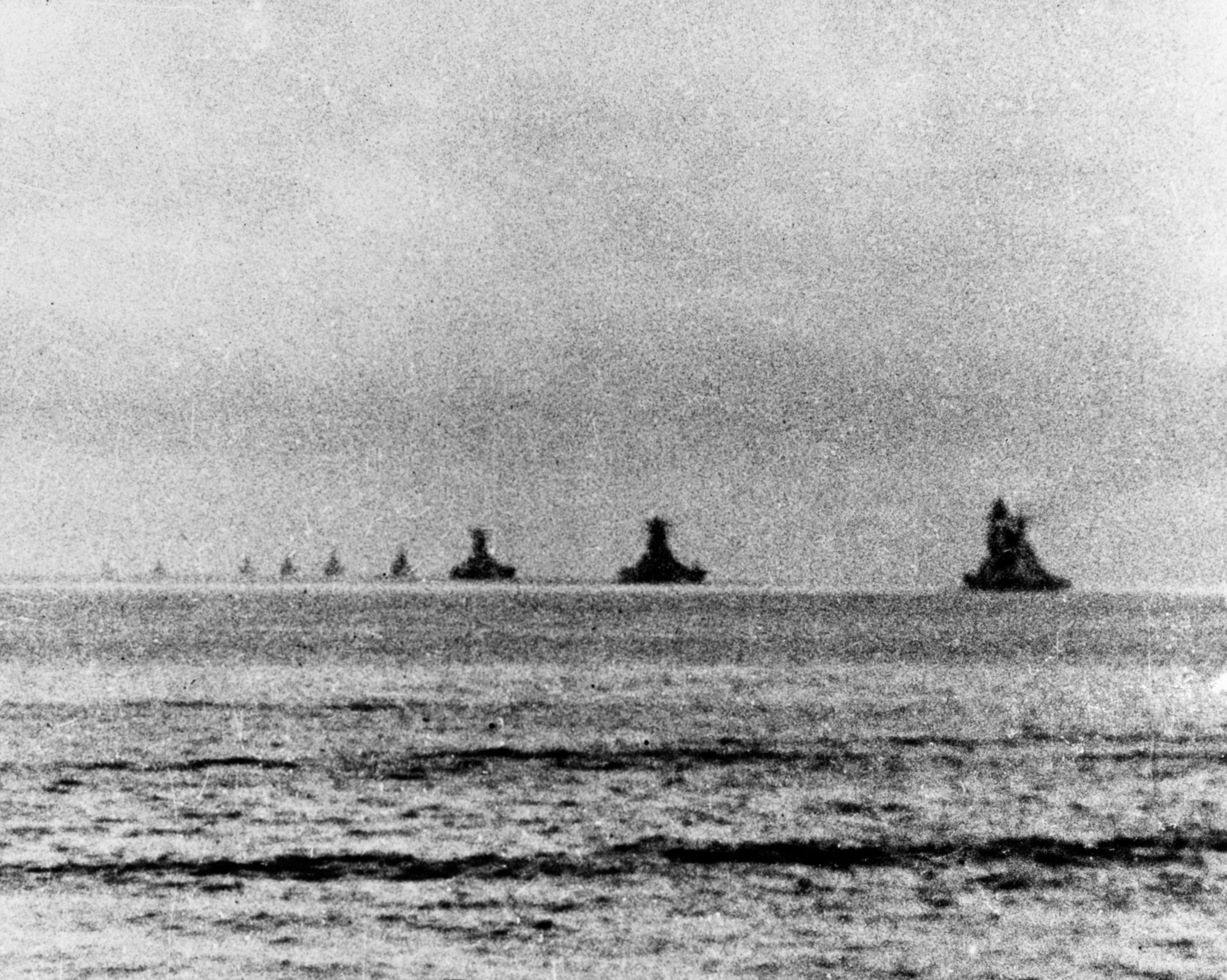
La 2ª Flotta del viceammiraglio Kurita lascia Brunei nell'ottobre 1944: il Takao è il quarto da sinistra

L'8 luglio i due incrociatori partirono alla volta di Singapore, raggiunta il 16; a fine mese furono di nuovo controllati nei locali cantieri e dal 30 luglio al 6 agosto rimasero in secca per la pulizia della carena. L'8 lasciarono la città per le isole Lingga, base per esercitazioni combinate: il Takao compì un paio di viaggi a Singapore e il 29 agosto passò agli ordini del capitano di vascello Sutejirō Onoda. Tornato con gli incrociatori gemelli alle dipendenze della 2ª Flotta del viceammiraglio Kurita, la seguì il 18 ottobre nello spostamento a Brunei in vista dell'operazione Shō-Gō 1, un complesso piano per un attacco di superficie alla flotta anfibia statunitense ferma nel Golfo di Leyte. Il 22 ottobre la flotta salpò e si divise in due tronconi: quello più numeroso, al comando diretto di Kurita imbarcato sull'Atago, doveva costeggiare le Filippine occidentali, penetrare nello stretto di San Bernardino e giungere da nord sul Golfo; il secondo, guidato dal viceammiraglio Shōji Nishimura, ebbe l'incarico di passare dallo stretto di Surigao e arrivare dinanzi a Leyte da sud. L'intera 4ª Divisione incrociatori fece parte del primo gruppo, che nella notte iniziò a risalire la costa dell'isola di Palawan. Poco dopo l'alba del 23 ottobre la formazione fu attaccata dai sommergibili USS Darter e USS Dace: alle 05:34 il Takao incassò due siluri dal primo battello a poppa, che strapparono il timone e resero inservibili due alberi motore, mentre il secondo colava a picco sia il Maya, sia l'Atago (Kurita si salvò per poco). Il Takao era devastato dagli incendi ma, accompagnato dai cacciatorpediniere Naganami, Asashimo e alcune unità leggere, riuscì a trascinarsi sino a Brunei il 25 nonostante la caccia di altri sommergibili. L'8 novembre, dopo alcune sistemazioni provvisorie, poté riprendere il mare e fermarsi a Singapore il 12: qui il capitano Onoda fu informato il 15 novembre che la 4ª Divisione era stata smantellata, dacché anche il Chokai era stato perduto nel furioso combattimento di Samar. Il Takao passò dunque alla 5ª Divisione incrociatori, a sua volta priva del Nachi e, quello stesso giorno, i tecnici dell'arsenale dichiararono che era impossibile rimettere l'unità in efficienza. Il Takao fu dunque ancorato dinanzi alle infrastrutture militari di Seletar, nella porzione orientale dello Stretto di Johor, in qualità di pontone contraereo.

### 1945
Il 15 gennaio 1945 Onoda divenne comandante anche dell'incrociatore pesante Myoko, che si trovava nelle medesime condizioni del Takao: le due navi collaborarono il 1º febbraio nel corso del bombardamento operato da 113 Boeing B-29 Superfortress appartenenti al XX Bomber Command. Nei mesi seguenti non ci furono attività di rilievo; il Takao cambiò comandante per l'ultima volta, passando agli ordini del capitano di vascello Takeo Ishisaka.

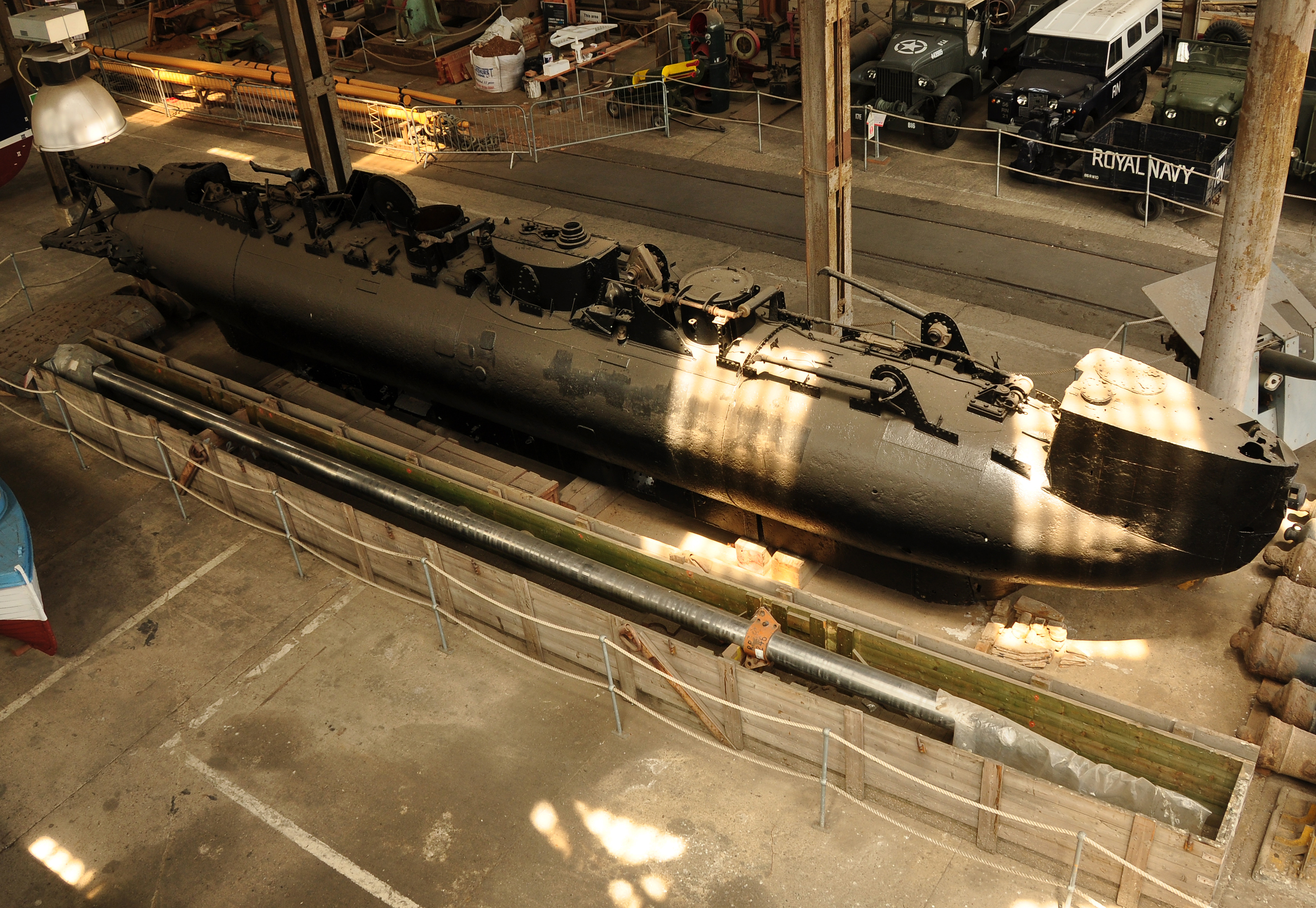
Un battello della classe XE di sommergibili tascabili, uguale a quello che mise fuori combattimento il Takao

Nel giugno 1945 la 14ª Armata britannica e le forze sino-statunitensi avevano sconfitto le armate nipponiche in Birmania, conquistato Rangoon e stavano marciando verso la Thailandia e la Malaysia. Il Takao e il Myoko, fermi nello stretto di Johore, rappresentavano dunque un formidabile ostacolo per la progettata operazione Zipper, l'attacco anfibio a Singapore: fu dunque pianificato di mettere fuori uso le due navi mediante l'utilizzo di sommergibili tascabili (operazione Struggle). Il 26 luglio i due sommergibili HMS Stygian e HMS Spark lasciarono Brunei trainando rispettivamente i due battelli XE 3 e XE 1; nelle prime ore del 31 luglio lo XE 3 fu sganciato, superò in mattinata gli sbarramenti del porto e alle 12:50 raggiunse il Takao. Lavorando faticosamente, un membro dell'equipaggio in scafandro ripulì il fondale dalla flora marina e piazzò sei grosse mine magnetiche lungo una sezione di circa 14 metri della chiglia, quindi rientrò nel sommergibile. Subito dopo furono rilasciati una carica esplosiva di 2 tonnellate e il contenitore delle mine vuoto, che però rimase agganciato. Mentre gli uomini tentavano di liberarsi dell'ingombro la marea iniziò a variare, il Takao si abbassò e intrappolò tra sé e il fondale il battello. Lo XE 3 riuscì a liberarsi dopo molti sforzi, a sganciare il contenitore e allontanarsi. Alle 21:30 quasi tutte le mine detonarono e aprirono una falla di 7 metri per 3 sul lato di dritta; la potenza dello scoppio piegò la chiglia e avariò il telemetro, le torri furono danneggiate dalle vibrazioni ma, nonostante l'acqua che si ingolfava, il Takao non affondò.

## Destino finale
Il 21 settembre, dopo la resa ufficiale dell'Impero giapponese, fu consegnato dalla 10ª Flotta d'area (comandata dal viceammiraglio Shigeru Fukudome) all'ammiraglio lord Louis Mountbatten, comandante supremo britannico nel Sud-est asiatico, e gli interrogatori degli ufficiali giapponesi fecero emergere che il Takao, al momento dell'attacco, non aveva più munizioni da 203 mm a bordo ed era manovrato da un equipaggio ridotto. L'incrociatore rimase a Singapore nel dopoguerra per oltre un anno, mentre la Royal Navy decideva cosa farne. Il mattino presto del 27 ottobre 1946 fu trainato da due rimorchiatori nello Stretto di Malacca e ancorato dinanzi a Port Klang (3°05′N 100°41′E): l'equipaggio nipponico fu trasbordato su un cacciasommergibili e alle 12:00 l'incrociatore leggero HMS Newfoundland affondò il Takao a cannonate.
Il suo nome fu rimosso dalla lista del naviglio attivo il 3 maggio 1947, poco prima che la Marina imperiale giapponese venisse sciolta.

## Nella cultura di massa
Il Takao ha un ruolo importante nel film Godzilla Minus One del 2023, in cui gli Stati Uniti autorizzano la restituzione della nave alla marina in modo che possa essere utilizzata per proteggere il paese dall'arrivo di Godzilla. Il Takao affronta il kaiju in battaglia a cannonate,  per essere infine distrutto dal soffio atomico del mostro.